# مجموعة ألفا (قوات روسية)
مجموعة ألفا (بالروسية:специални части) تنطق بالروسية سبتسجروبا أي Spetsgruppa A، هي قوات روسية خاصة تعمل في مهمات عديدة، وهي من ضمن وكالة التحقيقات الاتحادية الروسية، هدفها مكافحة الإرهاب ومطاردة عناصر من تهريب المخدرات والقضاء على المسلحين والانفصاليين .

## وصلات خارجية
- (بالروسية) Alpha Group veterans association
- (بالروسية) Alpha Group veterans association newspaper
- (بالروسية) Memoirs of the Amin's palace seizure veterans
- (بالروسية) [(بالروسية)